# Sainte-Croix-à-Lauze
Sainte-Croix-à-Lauze är en kommun i departementet Alpes-de-Haute-Provence i regionen Provence-Alpes-Côte d'Azur i sydöstra Frankrike. Kommunen ligger  i kantonen Reillanne som ligger i arrondissementet Forcalquier. År 2022 hade Sainte-Croix-à-Lauze 86 invånare.

## Befolkningsutveckling
Antalet invånare i kommunen Sainte-Croix-à-Lauze
Referens: INSEE